# Regentropfenkuchen
Regentropfenkuchen ist ein Dessert aus Wasser und Agar, das einem großen Regentropfen ähnelt. 

## Geschichte
In Japan ist das Dessert als Mizu Shingen Mochi (水信玄餅) bekannt.

### Mizu Shingen Mochi

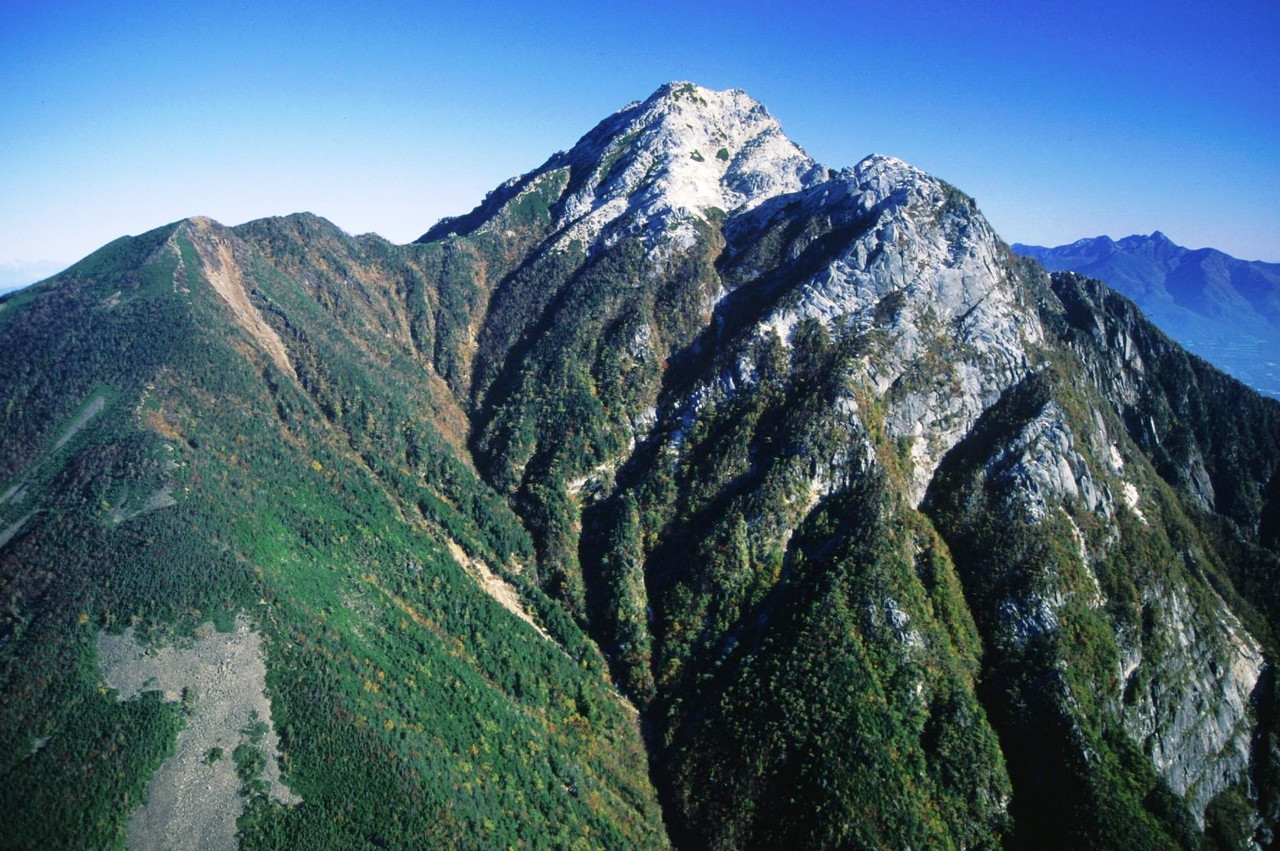
Berg Kaikomagadake, die Wasserquelle von Mizu Shingen Mochi

Kinseiken kam auf die Idee von Mizu Shingen Mochi. Das Unternehmen hat seinen Sitz in Hakushu, Präfektur Yamanashi. Mizu (水) bedeutet Wasser und Shingen Mochi (信玄餅) ist eine Art süßer Reiskuchen (Mochi), der von Kinseiken hergestellt wird. In 2013 wollte der Schöpfer die Idee von essbarem Wasser erforschen.

## Beschreibung

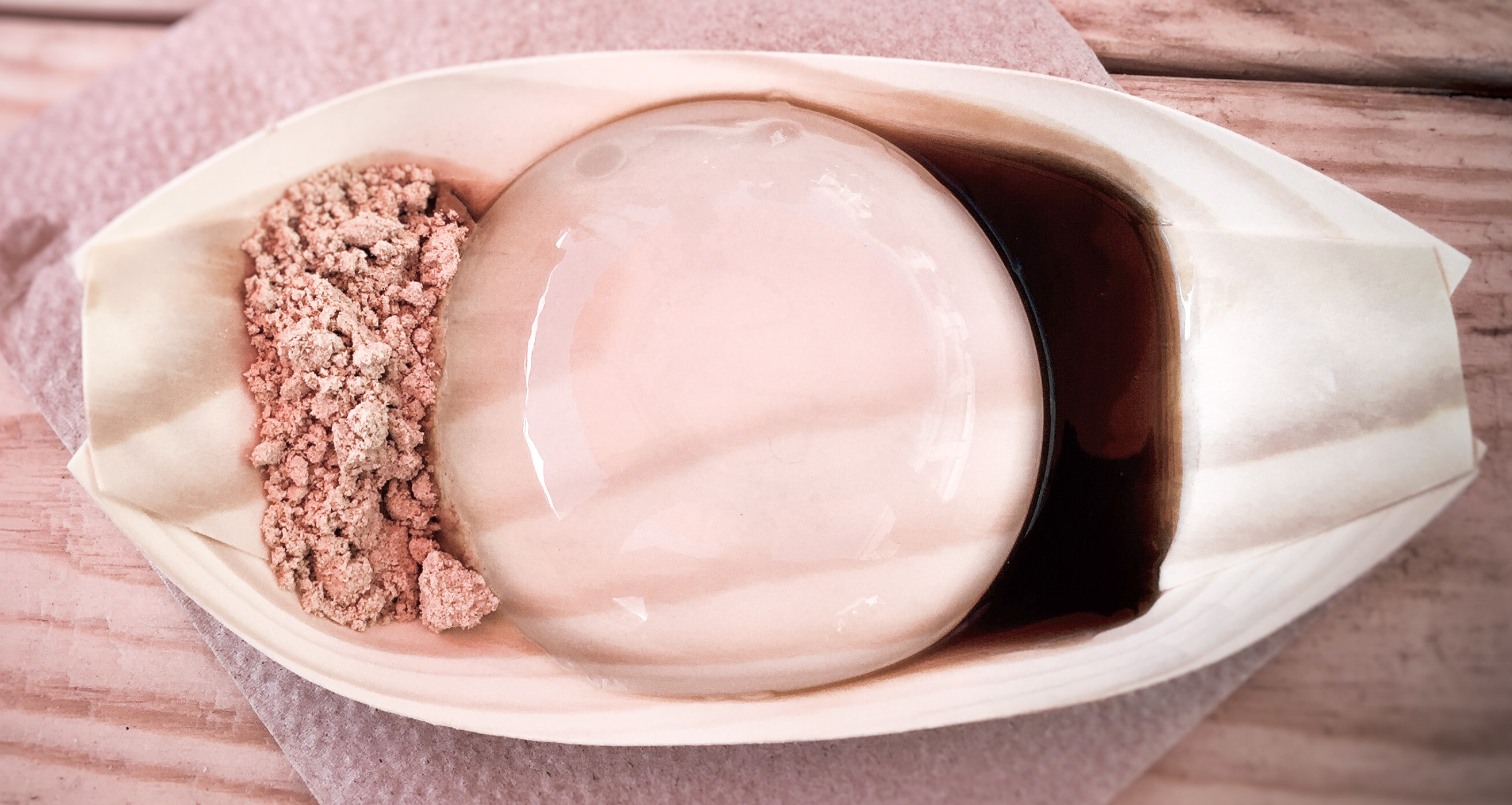
Regentropfenkuchen mit Kinako und Kuromitsu

Das Gericht wird aus Mineralwasser und Agar hergestellt.
Nach dem Erhitzen von Wasser und Agar wird die Flüssigkeit geformt und abgekühlt. Als Beläge werden ein melasseartiger Sirup, genannt Kuromitsu, und Sojamehl, genannt Kinako, verwendet. Das Gericht sieht aus wie ein transparenter Regentropfen.